# فيرخنيي كوركوجين (قبردينو - بلقاريا)
فيرخنيي كوركوجين (بالروسية: Верхний Куркужин) هي مدينة في جمهورية قبردينو - بلقاريا في روسيا.
يبلغ عدد سكانها حوالي 3013 نسمة.